# Metimir
Metimir (macedónul: Метимир) település Észak-Macedóniában, a Pelagonijai körzet Bitolai járásában.

## Népesség
| Lakosok száma | 184  | 194  | 143  | 128  | 87   | 14   | 10   |      |
|               | 1948 | 1953 | 1961 | 1971 | 1981 | 1991 | 2002 | 2021 |

2002-ben 10 lakosa volt, akik közül 9 macedón, 1 egyéb.